# Родхусет (станція метро)
59°19′49″ пн. ш. 18°02′39″ сх. д. / 59.33015° пн. ш. 18.04424° сх. д.
«Родхусет» (швед. Rådhuset) — станція Стокгольмського метрополітену. Розташована на синій лінії, обслуговується маршрутами T10, Т11.
Станція стокгольмського метро між Т-Сентрален та Фрідгемсплан у районі острова Кунгсгольмен. Названа на честь міської ратуші, будівля якої знаходиться на поверхні. Поруч також є будівля муніципалітету та відділок поліції. Відстань від початкової станції лінії Кунгстредгорден становить всього 1,5 км. Має східний і західний входи. Відкрито 31 серпня 1975, одночасно з усіма основними станціями синьої лінії.
Як і багато інших станції цієї лінії виконана у стилі органічної архітектури, було залишено природну поверхню скелі необробленою, що надало станції вигляд створеної у природній системі підземних печер. На платформах залишили кам'яні склепіння й нерівності у первозданному вигляді. Відшліфоване каміння було пофарбовано у рожевий відтінок. Входи до метро оформили за допомогою граніту та алюмінію, а також додали неонове підсвічування, яке робить це місце ще більш загадковим. Оформлена в стилі попарт з композиціями кошиків і дров в стіні, а також художніми елементами у вигляді черевик, що звисають зі стелі.

## Операції
| Попередня станція   | Лінія | Лінія     | Лінія | Наступна станція       |
| ------------------- | ----- | --------- | ----- | ---------------------- |
| Т-Сентрален Кінцева |       | Лінія T10 |       | Фрідгемсплан до Юльста |
| Т-Сентрален Кінцева |       | Лінія T11 |       | Фрідгемсплан до Акалла |

## Галерея

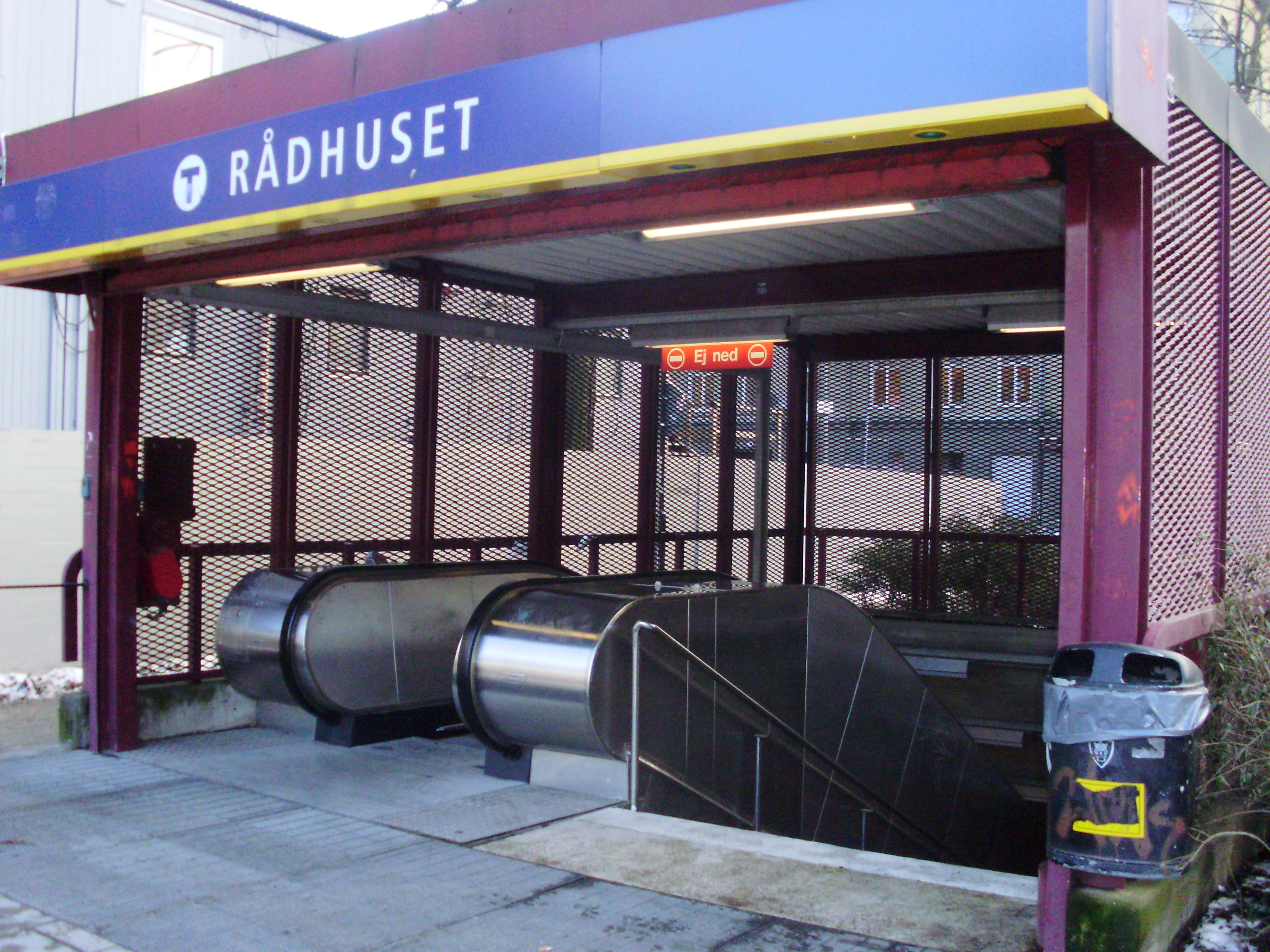
Вхід на станцію
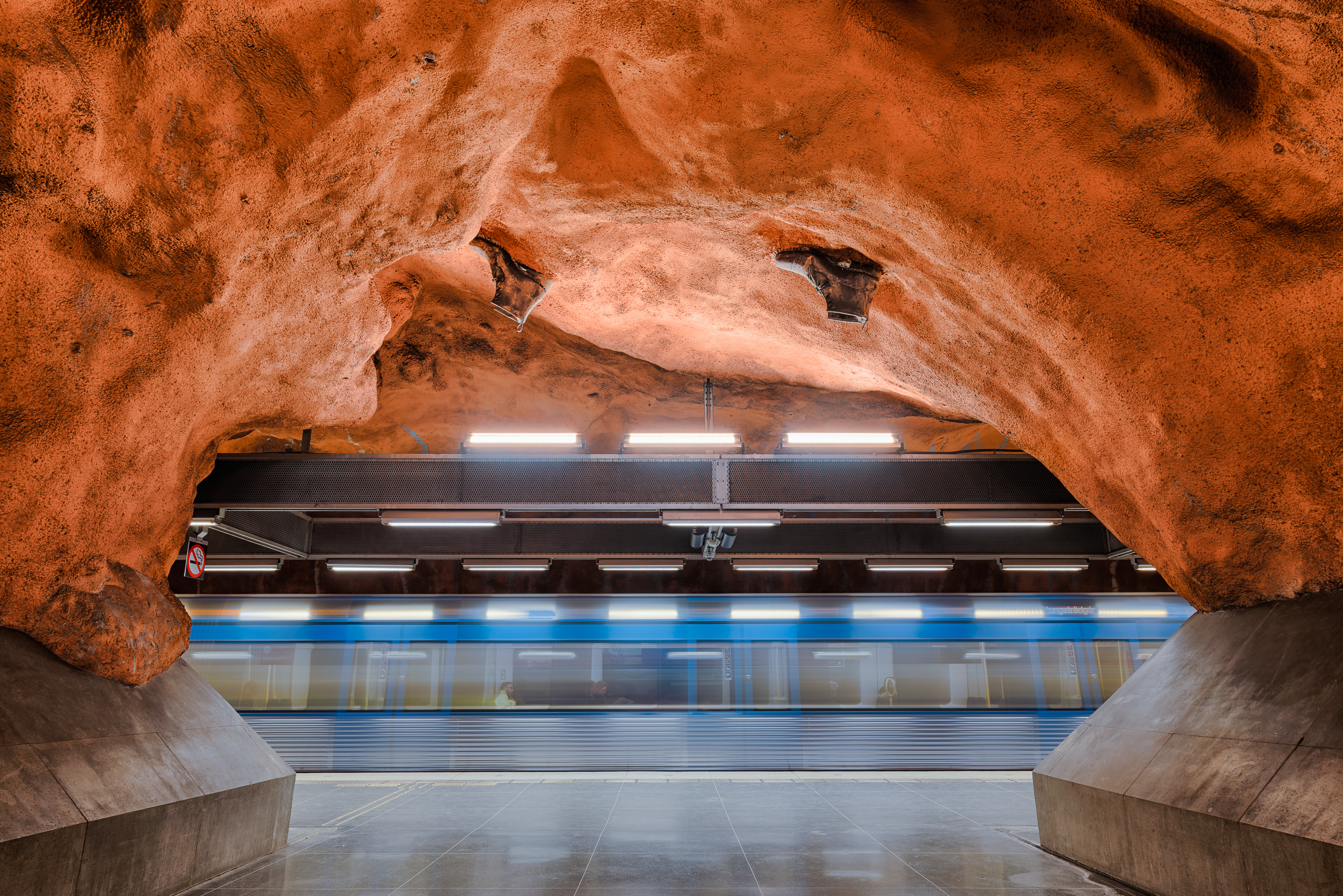
Вид на платформу
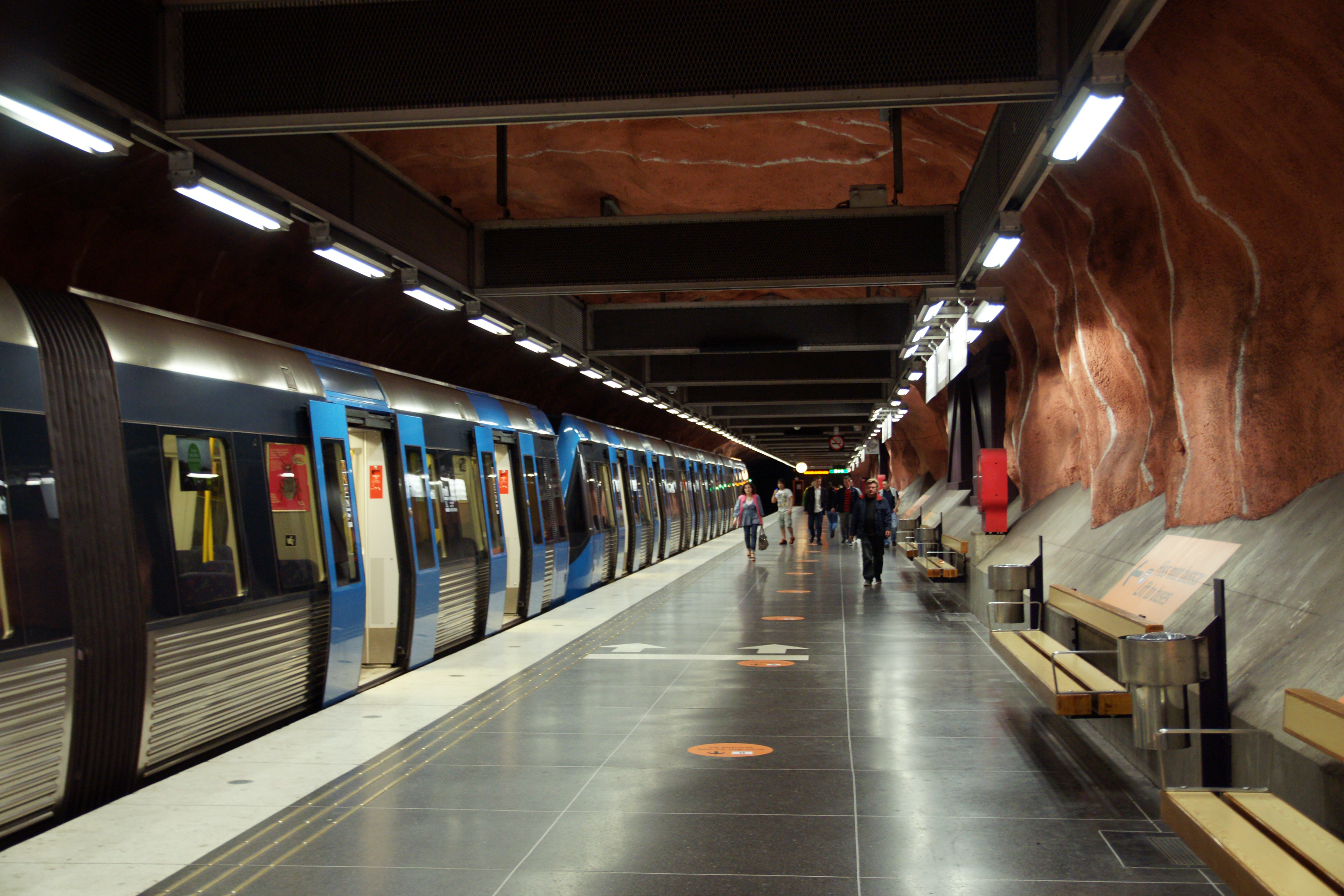
Платформа
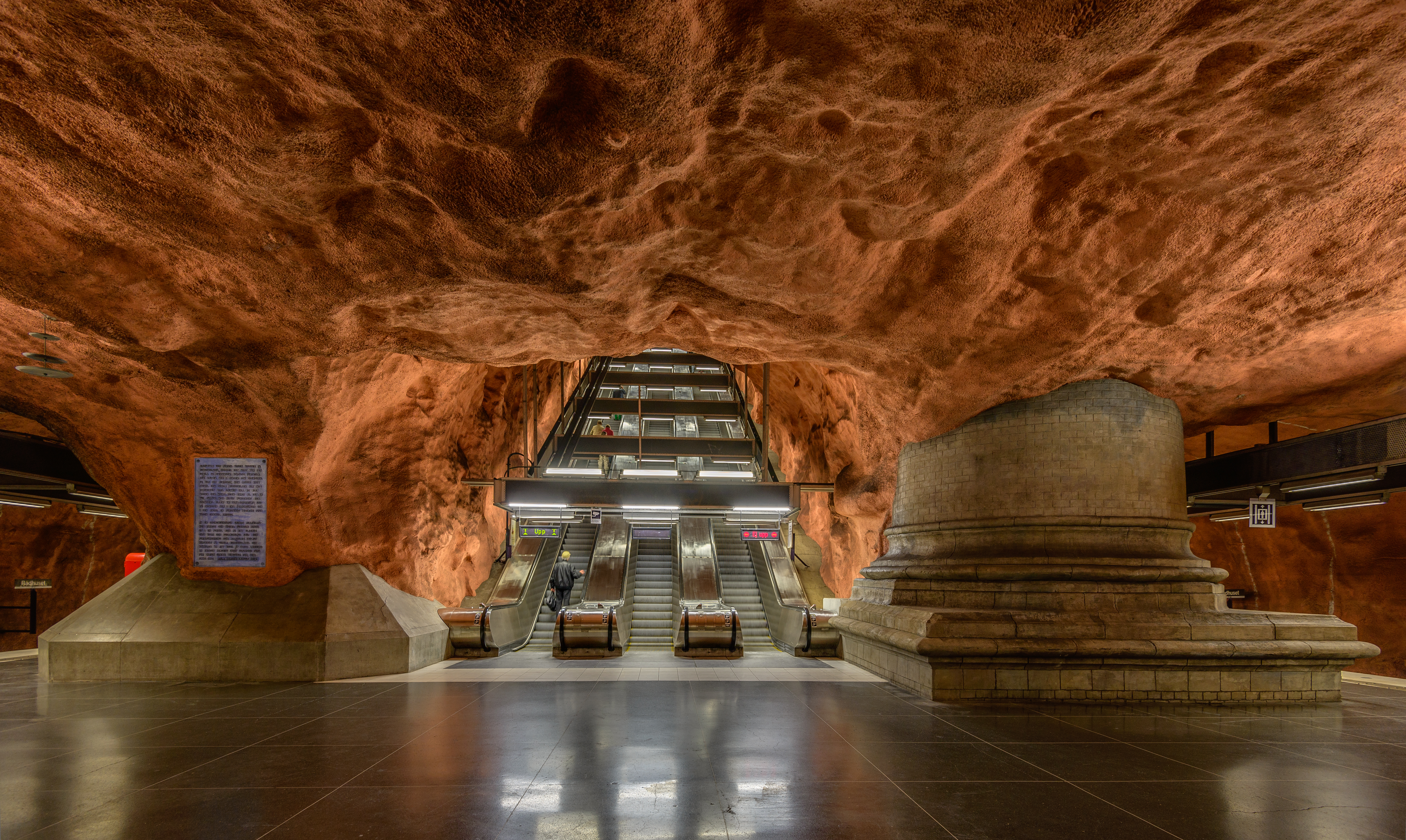
Східний вихід